# Kostel svaté Anny (Palič)
Římskokatolický kostel svaté Anny v Paliči, části obce Lipová v okrese Cheb, vznikl v letech 1751 až 1756 rozšířením a pozdně barokní přestavbou zámecké kaple. V roce 1840 byla její loď prodloužena, k západnímu průčelí přistavěna věž čtvercového půdorysu a stavba klasicistně upravena. Po odsunu Němců začal kostel chátrat a jeho vnitřní vybavení bylo rozkradeno nebo poničeno. Poslední bohoslužby zde byly slouženy po 2. světové válce. V roce 2016 zde byla poprvé po sedmi desetiletích opět sloužena mše, a to na svátek patronky kostela, svaté Anny.
Jednolodní stavba s odsazeným a trojboce uzavřeným presbytářem je po letech devastace v havarijním stavu. Počátkem 21. století již poškozenou střechou zatékalo do interiéru, proto pak byla provizorně pokryta lepenkou. Od roku 1994 je stavba vedena jako kulturní památka České republiky. V září 2014 byl kostel prodán v dražbě; spolek Život na Dyleň později zahájil jeho opravu.
Zdejší farnost zanikla v roce 2003 sloučením s chebskou farností.

## Plány nového využití kostela
Na jaře 2007 byl kostel darován pražskému nadačnímu fondu, jehož záměrem bylo jej opravit a vybudovat zde Muzeum železné opony s rozhlednou na kostelní věži. V jeho blízkosti měla vyrůst restaurace a areál se tak měl stát turisticky atraktivním místem. Vlastník, firma Light-House, však o kulturní památku několik let nejevil zájem.

## Exekuce, prodej v dražbě
Soud proto vlastníkovi nařídil exekuci pro provedení udržovacích prací, a to včetně opravy střešní krytiny, fasádní omítky, dešťových okapů a zasklení oken. Cena stavebních prací byla vyčíslena na 465 tisíc korun bez DPH. Tuto částku však vlastník nezaplatil, a kostel tak v září 2014 skončil v dražbě, v níž se prodal za 116 tisíc korun. Na vydražitele tím přešla povinnost zajistit udržovací stavební práce, které mají zamezit zatékání a další destrukci.

## Obnova kostela a první mše po 70 letech

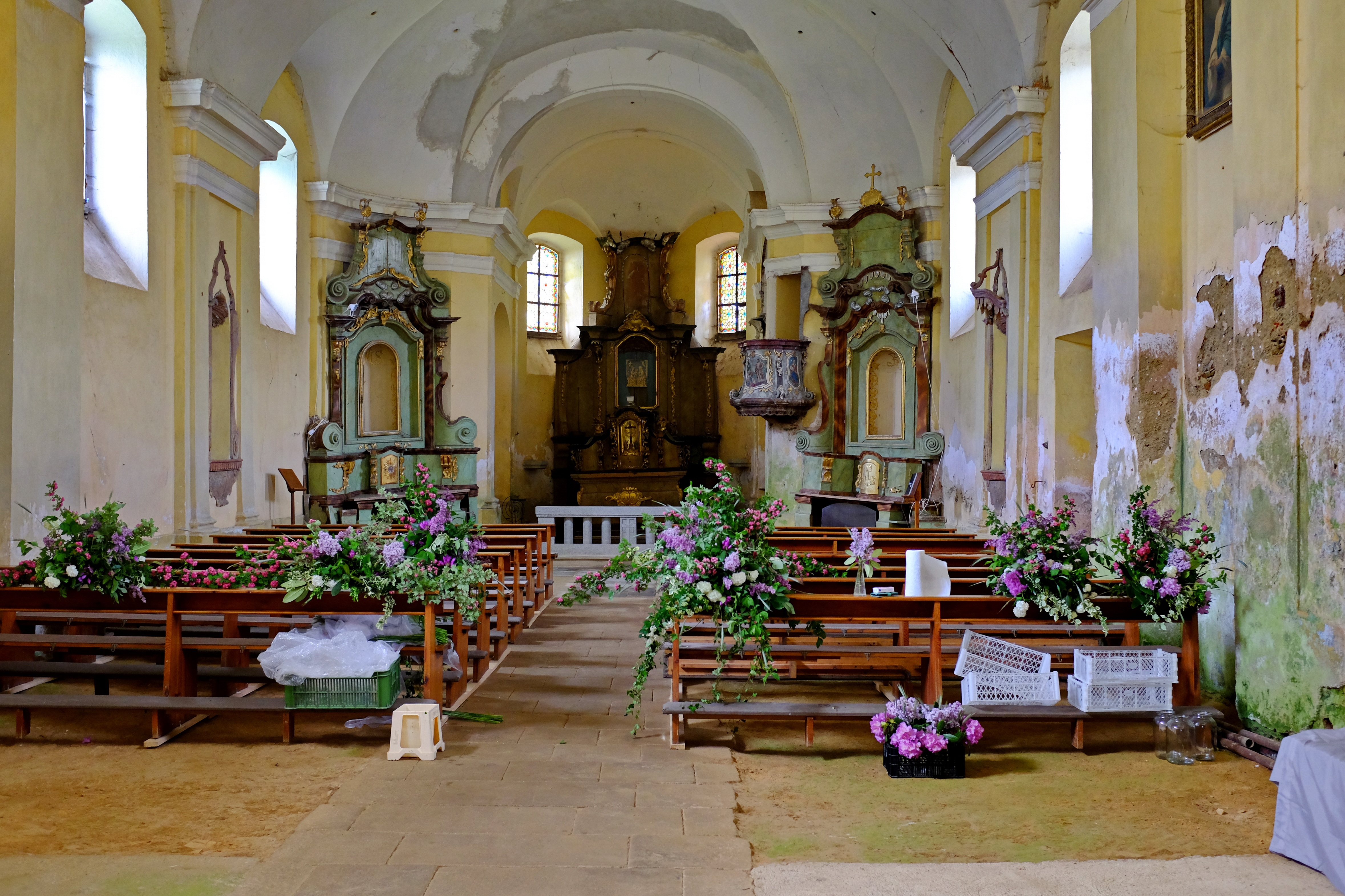
Výzdoba interiéru před svatebním obřadem v kostele

Spolek Život na Dyleň pak zahájil rekonstrukci památky. Již v roce 2015 byl kostel poprvé otevřen v rámci Noci kostelů, v roce 2016 byla opravena věž, část stropu a střechy. Do kostela byla také zavedena elektřina.
Na svátek patronky kostela, svaté Anny, se zde 26. července 2016 poprvé po sedmi desetiletích opět konala bohoslužba. Sloužil ji farář Ferdinand Kohl z německého příhraničního města Klingenthalu, odsunutý rodák z blízké Lipové, který byl v kostele pokřtěn a zažil zde své první svaté přijímání. Ještě téhož roku se v kostele konal adventní koncert nebo vánoční sousedské setkání.
Paličský kostel během poválečných let přišel o veškeré své vybavení, ale nově už slouží jako místo k setkávání, pořádání koncertů či výstav.